# Kulturdepartementet
Kulturdepartementet (Ku) är ett departement i det svenska regeringskansliet som ansvarar för frågor som rör kultur, demokrati, medier, de nationella minoriteterna och det samiska folkets språk och kultur.  Chef för departementet är Parisa Liljestrand (kulturminister).

## Historik
Departementet skapades den 1 december 1991 av regeringen Carl Bildt och tog över de kulturpolitiska frågorna från Utbildningsdepartementet. Kulturdepartementet avvecklades 2004 av regeringen Persson och blev en del av Utbildnings- och kulturdepartementet. Efter den borgerliga valsegern 2006 återupprättade regeringen Reinfeldt Kulturdepartementet som eget departement den 1 januari 2007. Bengt Göransson har innehaft ämbetet kulturminister längst tid, 8 år, 361 dagar, följd av Marita Ulvskog, 8 år, 175 dagar.
Departementet har sina lokaler på Drottninggatan 16 i Stockholm. 

## Statsråd
Listan har strukturerats efter år, kulturministerns namn, den tidsperiod personen var kulturminister samt vilken titel statsrådet hade.
| Namn        | Namn                    | Bild | Födelse                                              | Tillträde         | Frånträde         | Död | Politisk tillhörighet | Regering             | Källor |
| ----------- | ----------------------- | ---- | ---------------------------------------------------- | ----------------- | ----------------- | --- | --------------------- | -------------------- | ------ |
|             | Bengt Göransson         |      | 25 juni 1932 i Stockholm                             | 8 oktober 1982    | 4 oktober 1991    |     | Socialdemokraterna    | Palme II             |        |
| Carlsson I  | Bengt Göransson         |      | 25 juni 1932 i Stockholm                             | 8 oktober 1982    | 4 oktober 1991    |     | Socialdemokraterna    |                      |        |
| Carlsson II | Bengt Göransson         |      | 25 juni 1932 i Stockholm                             | 8 oktober 1982    | 4 oktober 1991    |     | Socialdemokraterna    |                      |        |
|             | Birgit Friggebo         |      | 25 december 1941 i Falköping i Västergötland         | 4 oktober 1991    | 7 oktober 1994    |     | Folkpartiet           | C. Bildt             |        |
|             | Margot Wallström        |      | 28 september 1954 i Kåge i Skellefteå i Västerbotten | 7 oktober 1994    | 22 mars 1996      |     | Socialdemokraterna    | Carlsson III         |        |
|             | Marita Ulvskog          |      | 4 september 1951 i Luleå i Norrbotten                | 22 mars 1996      | 13 september 2004 |     | Socialdemokraterna    | Persson              |        |
|             | Pär Nuder               |      | 27 februari 1963 i Täby i Uppland                    | 13 september 2004 | 1 november 2004   |     | Socialdemokraterna    | Persson              |        |
|             | Leif Pagrotsky          |      | 20 oktober 1951 i Göteborg                           | 1 november 2004   | 6 oktober 2006    |     | Socialdemokraterna    | Persson              |        |
|             | Cecilia Stegö Chilò     |      | 25 mars 1959 i Linköping i Östergötland              | 6 oktober 2006    | 16 oktober 2006   |     | Moderaterna           | Reinfeldt            |        |
|             | Lars Leijonborg         |      | 21 november 1949 i Täby i Uppland                    | 16 oktober 2006   | 24 oktober 2006   |     | Folkpartiet           | Reinfeldt            |        |
|             | Lena Adelsohn Liljeroth |      | 24 november 1955 i Spånga i Uppland                  | 24 oktober 2006   | 2 oktober 2014    |     | Moderaterna           | Reinfeldt            |        |
|             | Alice Bah Kuhnke        |      | 21 december 1971 i Malmö i Skåne                     | 3 oktober 2014    | 21 januari 2019   |     | Miljöpartiet          | Löfven I             |        |
|             | Amanda Lind             |      | 2 augusti 1980 i Uppsala i Uppland                   | 21 januari 2019   | 30 november 2021  |     | Miljöpartiet          | Löfven II Löfven III |        |
|             | Jeanette Gustafsdotter  |      | 24 december 1965 i Göteborg i Västergötland          | 30 november 2021  | 18 oktober 2022   |     | Socialdemokraterna    | Andersson            |        |
|             | Parisa Liljestrand      |      | 15 mars 1983 i Iran                                  | 18 oktober 2022   |                   |     | Moderaterna           | Kristersson          |        |
| Namn        | Namn                    | Bild | Födelse                                              | Tillträde         | Frånträde         | Död | Politisk tillhörighet | Regering             | Källor |

### Övriga statsråd på Kulturdepartementet
| Namn | Namn           | Bild | Födelse                                   | Tillträde      | Frånträde       | Död | Politisk tillhörighet | Regering | Källor |
| ---- | -------------- | ---- | ----------------------------------------- | -------------- | --------------- | --- | --------------------- | -------- | ------ |
|      | Ulrica Messing |      | 31 januari 1968 i Hällefors i Västmanland | 7 oktober 1998 | 21 oktober 2000 |     | Socialdemokraterna    | Persson  |        |
| Namn | Namn           | Bild | Födelse                                   | Tillträde      | Frånträde       | Död | Politisk tillhörighet | Regering | Källor |

## Organisation
Departementets politiska ledning består av kulturministern, som är departementschef, en statssekreterare, politiska sakkunniga och pressekreterare. Expeditions- och rättschefen är chefstjänsteman och opolitisk.
Kulturdepartementet leds av kulturminister Parisa Liljestrand. På departementet arbetar cirka 90 personer. De allra flesta är opolitiska tjänstemän och arbetar kvar även om regeringen eller en minister byts ut.

### Enheter
Sakenheterna handlägger frågor inom sina respektive ansvarsområden, arbetar fram beslutsunderlag och sköter kontakterna med departementets myndigheter. 
- Enheten för civila samhället och nationella minoriteter
- Enheten för konstarterna
- Enheten för kulturarv och livsmiljö
- Enheten för medier och demokrati
- Rättssekretariatet
- Sekretariatet för ledningsstöd och styrning[3]

### Kulturdepartementets ansvarsområden
Kulturdepartementet ansvarar för följande områden:
Utgiftsområde 1 Rikets styrelse
- Demokratipolitik och mänskliga rättigheter (allmänna val och demokrati, Valmyndigheten, stöd till politiska partier)
- Medier
- Nationella minoriteter
- Nationella minoriteter romer
- Sametinget och samepolitiken

Utgiftsområde 17 Kultur, medier, trossamfund och fritid
- Kultur
- Medier

När riksdagen har beslutat om statens budget utfärdar regeringen regleringsbrev för samtliga anslag. Regleringsbreven innehåller bland annat myndigheternas finansiella förutsättningar och prioriteringar av verksamhetens inriktning för budgetåret.

### Myndigheter
Kulturdepartementet utfärdade regleringsbrev för bland annat följande myndigheter 2023.
- Forum för levande historia
- Institutet för språk och folkminnen
- Konstnärsnämnden
- Moderna museet
- Myndigheten för kulturanalys
- Myndigheten för press, radio och tv
- Myndigheten för stöd till trossamfund
- Myndigheten för tillgängliga medier
- Nationalmuseum
- Naturhistoriska riksmuseet
- Nämnden för hemslöjdsfrågor
- Riksantikvarieämbetet
- Riksarkivet
- Sametinget
- Statens centrum för arkitektur och design
- Statens försvarshistoriska museer
- Statens historiska museer
- Statens konstråd
- Statens kulturråd
- Statens maritima och transporthistoriska museer
- Statens medieråd
- Statens museer för världskultur
- Statens musikverk
- Valmyndigheten